# August Bogaerts
Elias Juliaan August Bogaerts (Haacht, 22 juli 1924 - 27 juni 1987) was een Belgisch volksvertegenwoordiger, senator en burgemeester voor de BSP/SP.

## Levensloop
Hij werd secretaris van de BSP-afdeling van Haacht en was oorlogsvrijwilliger tijdens de Tweede Wereldoorlog.
Bogaerts woonde in Boortmeerbeek waar hij in 1959 gemeenteraadslid werd. Van 1965 tot 1976 was hij schepen en van 1977 tot aan zijn dood in 1987 burgemeester. Ook was hij van 1961 tot 1965 voor de BSP provincieraadslid van Brabant.
Ook was hij parlementslid. Van 1968 tot 1981 zetelde hij in de Senaat, waar hij van 1974 tot 1981 secretaris was; van 1968 tot 1971 als provinciaal senator voor Brabant en van 1971 tot 1981 als rechtstreeks gekozen senator voor het arrondissement Leuven. Daarna zetelde hij van 1981 tot aan zijn dood in 1987 in de Kamer van volksvertegenwoordigers.
In de periode december 1971-oktober 1980 zetelde hij als gevolg van het toen bestaande dubbelmandaat ook in de Cultuurraad voor de Nederlandse Cultuurgemeenschap, die op 7 december 1971 werd geïnstalleerd. Vanaf 21 oktober 1980 tot aan zijn overlijden op 27 juni 1987 was hij lid van de Vlaamse Raad, de opvolger van de Cultuurraad en de voorloper van het huidige Vlaams Parlement.